# Nildo Parente
Nildo Gomes Parente (Fortaleza, 18 de setembro de 1934 — Rio de Janeiro, 31 de janeiro de 2011) foi um ator brasileiro.
O ator participou de diversas novelas importantes na Rede Globo como Pai Herói, Água Viva, Guerra dos Sexos, Vereda Tropical, O Dono do Mundo, Celebridade, Senhora do Destino e Paraíso Tropical. Na Rede Manchete fez as novelas Corpo Santo, Kananga do Japão e Tocaia Grande. Também participou de muitas minisséries como Padre Cícero, A, E, I, O... Urca, Agosto e Amazônia, de Galvez a Chico Mendes. Seu último trabalho foi no seriado A Lei e o Crime, da Rede Record.
No cinema participou de mais de 40 filmes como Chico Xavier, Leila Diniz, O Beijo da Mulher-Aranha, Memórias do Cárcere, Luz del Fuego, Rio Babilônia, Se Segura, Malandro!, Cabaret Mineiro, Os Condenados, Um Homem Célebre e O Homem que Comprou o Mundo entre outros.
Em 2008 também participou, ao lado do cantor Ney Matogrosso, do curta-metragem Depois de Tudo, do diretor Rafael Saar, que conta uma noite da afetiva relação entre dois homens de terceira idade.
Nildo Parente morreu em 31 de janeiro de 2011, por volta das 20 horas, no Hospital Adventista Silvestre no Rio de Janeiro um mês após sofrer um AVC.

## Carreira

### Na televisão
| Ano  | Título                             | Personagem            | Notas                 | Emissora      |
| ---- | ---------------------------------- | --------------------- | --------------------- | ------------- |
| 1969 | A Última Valsa                     |                       |                       | Rede Globo    |
| 1974 | O Espigão                          | Médico                | [ 3 ]                 | Rede Globo    |
| 1979 | Pai Herói                          | Haroldo               |                       | Rede Globo    |
| 1980 | Água Viva                          | Fonseca               |                       | Rede Globo    |
| 1983 | Guerra dos Sexos                   | tabelião              | participação especial | Rede Globo    |
| 1984 | Padre Cícero                       | Dr. Madeira           |                       | Rede Globo    |
| 1984 | Meu Destino é Pecar                | Peixoto               |                       | Rede Globo    |
| 1984 | Vereda Tropical                    | Rodrigues             |                       | Rede Globo    |
| 1985 | Tamanho Família                    | Dziga Vertov          |                       | Rede Manchete |
| 1987 | Corpo Santo                        | Rodrigo               |                       | Rede Manchete |
| 1988 | Olho por Olho                      | Cafi                  |                       | Rede Manchete |
| 1989 | Kananga do Japão                   | Delegado Frota Aguiar |                       | Rede Manchete |
| 1990 | A, E, I, O... Urca                 | Chianca               |                       | Rede Globo    |
| 1990 | Lua Cheia de Amor                  | Leandro               |                       | Rede Globo    |
| 1991 | O Dono do Mundo                    | Alceu                 |                       | Rede Globo    |
| 1992 | Anos Rebeldes                      | Pedro Paulo           |                       | Rede Globo    |
| 1993 | Agosto                             | pastor                | participação especial | Rede Globo    |
| 1994 | A Viagem                           | Valdomiro             | participação especial | Rede Globo    |
| 1994 | Pátria Minha                       | Fausto                |                       | Rede Globo    |
| 1995 | Quatro por Quatro                  | Juíz                  |                       | Rede Globo    |
| 1995 | Tocaia Grande                      | Frei Théo             |                       | Rede Manchete |
| 1997 | Malhação                           | Severo                |                       | Rede Globo    |
| 1998 | Mulher                             | Samuel                |                       | Rede Globo    |
| 1998 | Pecado Capital                     | Padre                 |                       | Rede Globo    |
| 2000 | Aquarela do Brasil                 | embaixador            |                       | Rede Globo    |
| 2001 | O Clone                            | Rapaz do Jurídico     | participação especial | Rede Globo    |
| 2002 | Coração de Estudante               | Dr. Carrasco          |                       | Rede Globo    |
| 2003 | Celebridade                        | Wanderley Mourão      |                       | Rede Globo    |
| 2004 | Senhora do Destino                 | Dr. Guilherme         |                       | Rede Globo    |
| 2005 | América                            | Dr. João              | participação especial | Rede Globo    |
| 2006 | Malhação                           | Requião               |                       | Rede Globo    |
| 2007 | Amazônia, de Galvez a Chico Mendes | to de Plácido         | participação especial | Rede Globo    |
| 2007 | Paraíso Tropical                   | Pacífico              |                       |               |
| 2007 | Luz do Sol                         | Inácio                |                       | RecordTV      |
| 2009 | A Lei e o Crime                    | Alcebíades            |                       | RecordTV      |

### No cinema
- 2010 - Chico Xavier
- 2008 - Depois de Tudo
- 2006 - Brasília 18%
- 2002 - Seja o que Deus Quiser!
- 1998 - Bela Donna
- 1992 - Kickboxer 3: The Art of War
- 1990 - O Mistério de Robin Hood
- 1988 - Luar sobre Parador
- 1987 - Leila Diniz
- 1985 - O Beijo da Mulher-Aranha
- 1984 - Memórias do Cárcere
- 1984 - Para Viver um Grande Amor
- 1984 - Amor Maldito
- 1983 - Gabriela, Cravo e Canela
- 1982 - Luz del Fuego
- 1982 - Rio Babilônia
- 1982 - A Missa do Galo
- 1981 - Fruto do Amor
- 1980 - Parceiros da Aventura
- 1980 - Cabaret Mineiro
- 1980 - Giselle
- 1979 - Princípio do prazer
- 1979 - O Coronel e o Lobisomem
- 1979 - Eu Matei Lúcio Flávio
- 1979 - Terror e Êxtase
- 1978 - Coronel Delmiro Gouveia
- 1978 - Pequenas Taras
- 1978 - Se Segura, Malandro!
- 1978 - A Batalha dos Guararapes
- 1977 - Tenda dos Milagres
- 1977 - O Seminarista
- 1977 - Ajuricaba
- 1976 - Padre Cícero
- 1975 - Ipanema, Adeus
- 1975 - Nem os Bruxos Escapam
- 1974 - Onanias o Poderoso Machão
- 1974 - Essas Mulheres Lindas, Nuas e Maravilhosas
- 1974 - Um Homem Célebre
- 1973 - Os Condenados
- 1972 - Quem é Beta?
- 1971 - O Doce Esporte do Sexo
- 1971 - Mãos Vazias
- 1971 - S. Bernardo
- 1971 - Jardim de Espumas
- 1970 - Anjos e Demônios
- 1970 - Azyllo Muito Louco
- 1970 - Le maître du temps
- 1969 - América do Sexo
- 1969 - Tempo de Violência
- 1968 - O Homem que Comprou o Mundo
- 1962 - O 5º Poder